# Pumpa (sazviježđe)
Pumpa (starogrčki: ἀντλία što u prevodu znači pumpa; latinski: Antlia) je sazviježđe južnog neba. Međunarodna astronomska unija uvrstila je ga je u listu od 88 savremenih sazviježđa. Sazviježđe Šmrk okružuju sazviježđa Hidra, Kompas, Jedro i Kentaur.

## Sjajne zvijezde
Pumpa je sazviježđe bez sjajnih zvijezda. Najsjajnija zvijezda je α Ant (spektralne klase K4 III i prividnog sjaja od tek 4.25).

## Najzanimljiviji objekti dubokog svemira
- : spiralna galaksija
- : planetarna maglina.
- : patuljasta sferoidna galaksija. Otkrivena je tek 1997. godine.

## Istorija
Kako bi prekrio dijelove neba sa malom gustinom sjajnih zvijezda, francuski astronom, opat Nikola Luj de Lakaj (francuski: Nicolas Louis de Lacaille) je uveo 14 sazviježđa južnog neba. Jedno od njih je i sazviježđe Pumpa (Antlia) koje je prvobitno nazvano Antlia pneumatica. Prilikom imenovanja ovih 14 sazviježđa opat de Lakaj nije slijedio tradiciju imenovanja po mitološkim likovima nego im je nadenuo imena po instrumentima koji su se u to vrijeme koristili u nauci.

## Odabrene zvijezde
U slijedećoj tabeli su navedene sve imenovane zvijezde, kao i neke koje se po nečemu ističu.
| BD | Ime i druge oznake | Mag. | Udaljenost u svj. godinama | Komentari                                          |
| -- | ------------------ | ---- | -------------------------- | -------------------------------------------------- |
| α  |                    | 4.28 | 366                        |                                                    |
| ε  |                    | 4.51 | 700                        |                                                    |
| ι  |                    | 4.60 | 199                        |                                                    |
| θ  |                    | 4.78 | 384                        |                                                    |
| η  |                    | 5.23 | 106                        |                                                    |
| δ  |                    | 5.57 | 481                        |                                                    |
| ζ¹ |                    | 5.75 | 372                        | binarna zvijezda; magnitude komponenti: 6.18, 7.00 |
| ζ² |                    | 5.91 | 374                        |                                                    |
|    |                    | 8.33 | 94.2                       | otkrivena planeta                                  |

Izvor: -{The Bright Star Catalogue, 5th Revised
Ed.}-, -{The Hipparcos Catalogue, ESA
SP-1200}-
Slabašna zvijezda DENIS 1048-39, otkrivena 2000. U ovom sazviježđu, možda je udaljena samo 13.2 s.g. od Sunca.